# Futurebus
El Futurebus (IEEE 896) es un estándar de bus de datos, ideado para reemplazar todas las conexiones de bus local en una computadora, incluyendo la unidad central de proceso, la memoria, las tarjetas de expansión e incluso, hasta cierto punto, los enlaces de red de área local entre máquinas.
Es un bus poco conocido todavía pero por sus altas prestaciones está
llamado para sustituir a los populares buses VME, EISA, Multibus, etc. Sus
características lo hacen ideal para cualquier tipo de sistema, desde sistemas
multiprocesadores con soporte para caché, hasta sistemas con funcionalidad de tiempo real,
pasando por los sistemas tolerantes de fallos.
- Datos: Q5510866